# Rosmalen Grass Court Championships
Rosmalen Grass Court Championships, (eller sponsornavn Libéma Open siden 2018), er en professionel tennisturnering afholdt i byen Rosmalen, i udkanten af byen 's-Hertogenbosch i Holland. Det er klassificeret som en ATP 250- begivenhed på mændenes ATP Tour  og en WTA 250 begivenhed på kvindernes WTA Tour.

## Tidligere finaler

### Herresingle
| År               | Vinder                  | Finalist                | Score                   |
| ---------------- | ----------------------- | ----------------------- | ----------------------- |
| ↓ ATP Tour 250 ↓ |                         |                         |                         |
| 1990             | Amos Mansdorf           | Alexander Volkov        | 6–3, 7–6                |
| 1991             | Christian Saceanu       | Michiel Schapers        | 6–1, 3–6, 7–5           |
| 1992             | Michael Stich           | Jonathan Stark          | 6–4, 7–5                |
| 1993             | Arnaud Boetsch          | Wally Masur             | 3–6, 6–3, 6–3           |
| 1994             | Richard Krajicek        | Karsten Braasch         | 6–3, 6–4                |
| 1995             | Karol Kučera            | Anders Järryd           | 7–6(9–7), 7–6(7–4)      |
| 1996             | Richey Reneberg         | Stephane Simian         | 6–4, 6–0                |
| 1997             | Richard Krajicek (2)    | Guillaume Raoux         | 6–4, 7–6(9–7)           |
| 1998             | Patrick Rafter          | Martin Damm             | 7–6(7–2), 6–2           |
| 1999             | Patrick Rafter (2)      | Andrei Pavel            | 3–6, 7–6(9–7), 6–4      |
| 2000             | Patrick Rafter (3)      | Nicolas Escudé          | 6–1, 6–3                |
| 2001             | Lleyton Hewitt          | Guillermo Cañas         | 6–3, 6–4                |
| 2002             | Sjeng Schalken          | Arnaud Clément          | 3–6, 6–3, 6–2           |
| 2003             | Sjeng Schalken (2)      | Arnaud Clément          | 6–3, 6–4                |
| 2004             | Michaël Llodra          | Guillermo Coria         | 6–3, 6–4                |
| 2005             | Mario Ančić             | Michaël Llodra          | 7–5, 6–4                |
| 2006             | Mario Ančić (2)         | Jan Hernych             | 6–0, 5–7, 7–5           |
| 2007             | Ivan Ljubičić           | Peter Wessels           | 7–6(7–5), 4–6, 7–6(7–4) |
| 2008             | David Ferrer            | Marc Gicquel            | 6–4, 6–2                |
| 2009             | Benjamin Becker         | Raemon Sluiter          | 7–5, 6–3                |
| 2010             | Sergiy Stakhovsky       | Janko Tipsarević        | 6–3, 6–0                |
| 2011             | Dmitry Tursunov         | Ivan Dodig              | 6–3, 6–2                |
| 2012             | David Ferrer (2)        | Philipp Petzschner      | 6–3, 6–4                |
| 2013             | Nicolas Mahut           | Stanislas Wawrinka      | 6–3, 6–4                |
| 2014             | Roberto Bautista Agut   | Benjamin Becker         | 2–6, 7–6(7–2), 6–4      |
| 2015             | Nicolas Mahut (2)       | David Goffin            | 7–6(7–1), 6–1           |
| 2016             | Nicolas Mahut (3)       | Gilles Müller           | 6–4, 6–4                |
| 2017             | Gilles Müller           | Ivo Karlović            | 7–6(7–5), 7–6(7–4)      |
| 2018             | Richard Gasquet         | Jérémy Chardy           | 6–3, 7–6(7–5)           |
| 2019             | Adrian Mannarino        | Jordan Thompson         | 7–6(9–7), 6–3           |
| 2020– 2021       | Aflyst grundet COVID-19 | Aflyst grundet COVID-19 | Aflyst grundet COVID-19 |
| 2022             | Tim van Rijthoven       | Daniil Medvedev         | 6–4, 6–1                |
| 2023             | Tallon Griekspoor       | Jordan Thompson         | 6–7(4–7), 7–6(7–3), 6–3 |
| 2024             | Alex de Minaur          | Sebastian Korda         | 6–2, 6–4                |
| 2025             | Gabriel Diallo          | Zizou Bergs             | 7–5, 7–6(10–8)          |

### Damesingle
| År         | Vinder                    | Finalist                | Score                   |
| ---------- | ------------------------- | ----------------------- | ----------------------- |
| 1996       | Anke Huber                | Helena Suková           | 6–4, 7–6(7–2)           |
| 1997       | Ruxandra Dragomir         | Miriam Oremans          | 5–7, 6–2, 6–4           |
| 1998       | Julie Halard-Decugis      | Miriam Oremans          | 6–3, 6–4                |
| 1999       | Kristina Brandi           | Silvija Talaja          | 6–0, 3–6, 6–1           |
| 2000       | Martina Hingis            | Ruxandra Dragomir       | 6–2, 3–0 ret.           |
| 2001       | Justine Henin             | Kim Clijsters           | 6–4, 3–6, 6–3           |
| 2002       | Eleni Daniilidou          | Elena Dementieva        | 3–6, 6–2, 6–3           |
| 2003       | Kim Clijsters             | Justine Henin-Hardenne  | 6–7(4–7), 3–0 ret.      |
| 2004       | Mary Pierce               | Klára Koukalová         | 7–6(8–6), 6–2           |
| 2005       | Klára Koukalová           | Lucie Šafářová          | 3–6, 6–2, 6–2           |
| 2006       | Michaëlla Krajicek        | Dinara Safina           | 6–3, 6–4                |
| 2007       | Anna Chakvetadze          | Jelena Janković         | 7–6(7–2), 3–6, 6–3      |
| 2008       | Tamarine Tanasugarn       | Dinara Safina           | 7–5, 6–3                |
| 2009       | Tamarine Tanasugarn (2)   | Yanina Wickmayer        | 6–3, 7–5                |
| 2010       | Justine Henin (2)         | Andrea Petkovic         | 3–6, 6–3, 6–4           |
| 2011       | Roberta Vinci             | Jelena Dokić            | 6–7(7–9), 6–3, 7–5      |
| 2012       | Nadia Petrova             | Urszula Radwańska       | 6–4, 6–3                |
| 2013       | Simona Halep              | Kirsten Flipkens        | 6–4, 6–2                |
| 2014       | Coco Vandeweghe           | Zheng Jie               | 6–2, 6–4                |
| 2015       | Camila Giorgi             | Belinda Bencic          | 7–5, 6–3                |
| 2016       | Coco Vandeweghe (2)       | Kristina Mladenovic     | 7–5, 7–5                |
| 2017       | Anett Kontaveit           | Natalia Vikhlyantseva   | 6–2, 6–3                |
| 2018       | Aleksandra Krunić         | Kirsten Flipkens        | 6–7(0–7), 7–5, 6–1      |
| 2019       | Alison Riske              | Kiki Bertens            | 0–6, 7–6(7–3), 7–5      |
| 2020– 2021 | Aflyst grundet COVID-19   | Aflyst grundet COVID-19 | Aflyst grundet COVID-19 |
| 2022       | Ekaterina Alexandrova     | Aryna Sabalenka         | 7–5, 6–0                |
| 2023       | Ekaterina Alexandrova (2) | Veronika Kudermetova    | 4–6, 6–4, 7–6(7–3)      |
| 2024       | Liudmila Samsonova        | Bianca Andreescu        | 4–6, 6–3, 7–5           |
| 2025       | Elise Mertens             | Elena-Gabriela Ruse     | 6–3, 7–6(7–4)           |

### Herredouble
| År               | Vinder                               | Finalist                             | Score                       |
| ---------------- | ------------------------------------ | ------------------------------------ | --------------------------- |
| ↓ ATP Tour 250 ↓ |                                      |                                      |                             |
| 1990             | Jakob Hlasek Michael Stich           | Jim Grabb Patrick McEnroe            | 7–6, 6–3                    |
| 1991             | Hendrik Jan Davids Paul Haarhuis     | Richard Krajicek Jan Siemerink       | 6–3, 7–6                    |
| 1992             | Jim Grabb Richey Reneberg            | John McEnroe Michael Stich           | 6–4, 6–7, 6–4               |
| 1993             | Patrick McEnroe Jonathan Stark       | David Adams Andrei Olhovskiy         | 7–6, 1–6, 6–4               |
| 1994             | Stephen Noteboom Fernon Wibier       | Peter Nyborg Diego Nargiso           | 6–3, 1–6, 7–6               |
| 1995             | Richard Krajicek Jan Siemerink       | Hendrik Jan Davids Andrei Olhovskiy  | 7–5, 6–3                    |
| 1996             | Paul Kilderry Pavel Vízner           | Anders Järryd Daniel Nestor          | 7–5, 6–3                    |
| 1997             | Jacco Eltingh Paul Haarhuis (2)      | Trevor Kronemann David Macpherson    | 6–4, 7–5                    |
| 1998             | Guillaume Raoux Jan Siemerink (2)    | Joshua Eagle Andrew Florent          | 7–6, 6–2                    |
| 1999             | Not held due to rain                 | Not held due to rain                 | Not held due to rain        |
| 2000             | Martin Damm Cyril Suk                | Paul Haarhuis Sandon Stolle          | 6–4, 6–7(5–7), 7–6(7–5)     |
| 2001             | Paul Haarhuis (3) Sjeng Schalken     | Martin Damm Cyril Suk                | 6–4, 6–4                    |
| 2002             | Martin Damm (2) Cyril Suk (2)        | Paul Haarhuis Brian MacPhie          | 7–6(8–6), 6–7(6–8), 6–4     |
| 2003             | Martin Damm (3) Cyril Suk (3)        | Donald Johnson Leander Paes          | 7–5, 7–6(7–4)               |
| 2004             | Martin Damm (4) Cyril Suk (4)        | Lars Burgsmüller Jan Vacek           | 6–3, 6–7(7–9), 6–3          |
| 2005             | Cyril Suk (5) Pavel Vízner (2)       | Tomáš Cibulec Leoš Friedl            | 6–3, 6–4                    |
| 2006             | Martin Damm (5) Leander Paes         | Arnaud Clément Chris Haggard         | 6–1, 7–6(7–3)               |
| 2007             | Jeff Coetzee Rogier Wassen           | Martin Damm Leander Paes             | 3–6, 7–6(7–5), [12–10]      |
| 2008             | Mario Ančić Jürgen Melzer            | Mahesh Bhupathi Leander Paes         | 7–6(7–5), 6–3               |
| 2009             | Wesley Moodie Dick Norman            | Johan Brunström Jean-Julien Rojer    | 7–6(7–3), 6–7(8–10), [10–5] |
| 2010             | Robert Lindstedt Horia Tecău         | Lukáš Dlouhý Leander Paes            | 1–6, 7–5, [10–7]            |
| 2011             | Daniele Bracciali František Čermák   | Robert Lindstedt Horia Tecău         | 6–3, 2–6, [10–8]            |
| 2012             | Robert Lindstedt (2) Horia Tecău (2) | Juan Sebastián Cabal Dmitry Tursunov | 6–3, 7–6(7–1)               |
| 2013             | Max Mirnyi Horia Tecău (3)           | Andre Begemann Martin Emmrich        | 6–3, 7–6(7–4)               |
| 2014             | Jean-Julien Rojer Horia Tecău (4)    | Santiago González Scott Lipsky       | 6–3, 7–6(7–3)               |
| 2015             | Ivo Karlović Łukasz Kubot            | Pierre-Hugues Herbert Nicolas Mahut  | 6–2, 7–6(11–9)              |
| 2016             | Mate Pavić Michael Venus             | Dominic Inglot Raven Klaasen         | 3–6, 6–3, [11–9]            |
| 2017             | Łukasz Kubot (2) Marcelo Melo        | Raven Klaasen Rajeev Ram             | 6–3, 6–4                    |
| 2018             | Dominic Inglot Franko Škugor         | Raven Klaasen Michael Venus          | 7–6(7–3), 7–5               |
| 2019             | Dominic Inglot (2) Austin Krajicek   | Marcus Daniell Wesley Koolhof        | 6–4, 4–6, [10–4]            |
| 2020– 2021       | Aflyst grundet COVID-19              | Aflyst grundet COVID-19              | Aflyst grundet COVID-19     |
| 2022             | Wesley Koolhof Neal Skupski          | Matthew Ebden Max Purcell            | 6–4, 5–7, [10–6]            |
| 2023             | Wesley Koolhof (2) Neal Skupski (2)  | Gonzalo Escobar Aleksandr Nedovyesov | 7–6(7–1), 6–2               |
| 2024             | Nathaniel Lammons Jackson Withrow    | Wesley Koolhof Nikola Mektić         | 7–6(7–5), 7–6(7–3)          |
| 2025             | Matthew Ebden Jordan Thompson        | Julian Cash Lloyd Glasspool          | 6–4, 3–6, [10–7]            |

### Damedouble
| År         | Vinder                                           | Finalist                                       | Score                        |
| ---------- | ------------------------------------------------ | ---------------------------------------------- | ---------------------------- |
| 1996       | Larisa Savchenko Neiland Brenda Schultz-McCarthy | Kristie Boogert Helena Suková                  | 6–4, 7–6(9–7)                |
| 1997       | Eva Melicharová Helena Vildová                   | Karina Habšudová Florencia Labat               | 6–3, 7–6(8–6)                |
| 1998       | Sabine Appelmans Miriam Oremans                  | Cătălina Cristea Eva Melicharová               | 6–7(4–7), 7–6(8–6), 7–6(7–5) |
| 1999       | Silvia Farina Rita Grande                        | Cara Black Kristie Boogert                     | 7–5, 7–6(7–2)                |
| 2000       | Erika deLone Nicole Pratt                        | Catherine Barclay Karina Habšudová             | 7–6(8–6), 4–3 ret.           |
| 2001       | Ruxandra Dragomir Ilie Nadia Petrova             | Kim Clijsters Miriam Oremans                   | 7–6(7–5), 6–7(5–7), 6–4      |
| 2002       | Catherine Barclay Martina Müller                 | Bianka Lamade Magdalena Maleeva                | 6–4, 7–5                     |
| 2003       | Elena Dementieva Lina Krasnoroutskaya            | Mary Pierce Nadia Petrova                      | 2–6, 6–3, 6–4                |
| 2004       | Lisa McShea Milagros Sequera                     | Jelena Kostanić Claudine Schaul                | 7–6(7–3), 6–3                |
| 2005       | Anabel Medina Garrigues Dinara Safina            | Iveta Benešová Nuria Llagostera Vives          | 6–4, 2–6, 7–6(13–11)         |
| 2006       | Yan Zi Zheng Jie                                 | Ana Ivanovic Maria Kirilenko                   | 3–6, 6–2, 6–2                |
| 2007       | Chan Yung-jan Chuang Chia-jung                   | Anabel Medina Garrigues Virginia Ruano Pascual | 7–5, 6–2                     |
| 2008       | Marina Erakovic Michaëlla Krajicek               | Līga Dekmeijere Angelique Kerber               | 6–3, 6–2                     |
| 2009       | Sara Errani Flavia Pennetta                      | Michaëlla Krajicek Yanina Wickmayer            | 6–4, 5–7, [13–11]            |
| 2010       | Alla Kudryavtseva Anastasia Rodionova            | Vania King Yaroslava Shvedova                  | 3–6, 6–3, [10–6]             |
| 2011       | Barbora Záhlavová-Strýcová Klára Zakopalová      | Dominika Cibulková Flavia Pennetta             | 1–6, 6–4, [10–7]             |
| 2012       | Sara Errani (2) Roberta Vinci                    | Maria Kirilenko Nadia Petrova                  | 6–4, 3–6, [11–9]             |
| 2013       | Irina-Camelia Begu Anabel Medina Garrigues (2)   | Dominika Cibulková Arantxa Parra Santonja      | 4–6, 7–6(7–3), [11–9]        |
| 2014       | Marina Erakovic (2) Arantxa Parra Santonja       | Michaëlla Krajicek Kristina Mladenovic         | 0–6, 7–6(7–5), [10–8]        |
| 2015       | Asia Muhammad Laura Siegemund                    | Jelena Janković Anastasia Pavlyuchenkova       | 6–3, 7–5                     |
| 2016       | Oksana Kalashnikova Yaroslava Shvedova           | Xenia Knoll Aleksandra Krunić                  | 6–1, 6–1                     |
| 2017       | Dominika Cibulková Kirsten Flipkens              | Kiki Bertens Demi Schuurs                      | 4–6, 6–4, [10–6]             |
| 2018       | Elise Mertens Demi Schuurs                       | Kiki Bertens Kirsten Flipkens                  | 3–3 ret.                     |
| 2019       | Shuko Aoyama Aleksandra Krunić                   | Lesley Kerkhove Bibiane Schoofs                | 7–5, 6–3                     |
| 2020– 2021 | Aflyst grundet COVID-19                          | Aflyst grundet COVID-19                        | Aflyst grundet COVID-19      |
| 2022       | Ellen Perez Tamara Zidanšek                      | Veronika Kudermetova · Elise Mertens           | 6–3, 5–7, [12–10]            |
| 2023       | Shuko Aoyama (2) Ena Shibahara                   | Viktória Hrunčáková Tereza Mihalíková          | 6–3, 6–3                     |
| 2024       | Ingrid Neel Bibiane Schoofs                      | Tereza Mihalíková Olivia Nicholls              | 7–6(8–6), 6–3                |
| 2025       | Irina Khromacheva Fanny Stollár                  | Nicole Melichar-Martinez Liudmila Samsonova    | 7–5, 6–3                     |

1. 1 2  Known as World Series from 1990 till 1999 and International Series from 2000 till 2008.
2. 1 2 3 4 5 6 7  Competed under no nationality due to the Russian invasion of Ukraine.